# Нортъмбърландски пясъчникови хълмове
Нортъмбърландските пясъчникови хълмове (на английски: Northumberland Sandstone Hills) са хълмиста равнина в централната част на графство Нортъмбърланд, Североизточна Англия.
Разположени са между Севернонортъмбърландската крайбрежна низина на североизток, Среднонортъмбърландската равнина на югоизток, Граничните тресавища и гори на югозапад и Чивиътската яка на северозапад.
По-голямата част от пясъчниковата област се използва като пасища, с малко обработваеми земи в по-ниските части и разпръснати широколистни и иглолистни гори, в най-високите части – ливади и мочурища.